# SPARC T sorozat
A SPARC T sorozat a SPARC V9 architektúrájú RISC processzorokat és az ezekkel felépített szervereket összefogó eszközcsalád, amelyet eredetileg a Sun Microsystems fejlesztett ki, majd az Oracle Corporation fejlesztett tovább, miután az Oracle felvásárolta a Sunt. A korábbi SPARC-verzióktól megkülönböztető jellemzője a chip multithreading (CMT) technológia, egy többszálú, többmagos kialakítás bevezetése, amely a processzor nagyobb kihasználtságát és az alacsonyabb energiafogyasztást célozza.
A T sorozatú processzorok első generációját, az UltraSPARC T1 processzort és az azon alapuló szervereket 2005 decemberében jelentették be. A későbbi generációk bevezetése során a „T sorozat” („T series”) kifejezést kezdték alkalmazni a teljes processzorcsaládra.

## Oracle előtti időszak
A Sun Microsystems Sun Fire és SPARC Enterprise termékvonalak a CMT technológia korai generációin alapultak. Az UltraSPARC T1-en alapuló Sun Fire T2000 és T1000 szerverek 2005 decemberében illetve 2006 elején voltak kibocsátva. Később átnevezték őket, hogy a nevük megfeleljen az UltraSPARC T2 és T2 Plus alapú Sun SPARC Enterprise T5**0 szervereknél alkalmazott elnevezési sémának.

## SPARC T3
2010 szeptemberében az Oracle bejelentette a SPARC T3 processzor alapú szerversorozatot. Ezek mind a „SPARC T3” sorozatnevet kapták, a „SPARC Enterprise” márkanév megszűnt.
A SPARC T3-sorozatú szerverek közé tartozik a T3-1B, egy blade szerver modul, amely a Sun Blade 6000 rendszerbe illeszkedik. Az összes többi T3-alapú szerver rackba szerelt rendszer. A T-sorozat későbbi szervergenerációi szintén tartalmaznak egy blade szervert, ugyanabban a Sun Blade 6000-es formátényezőben.

## SPARC T4
2011. szeptember 26-án az Oracle bejelentett egy sorozat SPARC T4-alapú szervert. Ezek a rendszerek ugyanazt a készülékházat használják, mint a korábbi T3 alapú rendszerek.
Fő jellemzőik nagyon hasonlóak, az alábbi eltérésekkel:
- T4 CPU a T3 CPU helyett, teljesen újratervezett maggal
- megduplázott RAM-kapacitás
- kisebb változások a háttértároló-kapacitásban

## SPARC T5
2013. március 26-án az Oracle bejelentette az új SPARC T5 mikroprocesszoron alapuló, frissített SPARC szervereket, amelyek a vállalat állítása szerint „a világ leggyorsabbjai”. A T5 szervercsaládban az egy aljzatos rackmount szerverkialakítás elavult, miközben bevezettek egy új nyolc foglalatos rackbe szerelt szervert.

## SPARC M7
2015. október 26-án az Oracle bejelentett egy rendszercsaládot, amely a 32 magos, 256 szálas SPARC M7 mikroprocesszorra épül. A korábbi generációktól eltérően, bevezették a T- és M-sorozatú rendszereket, amelyek ugyanazokat a processzorokat használják. Az M7 tartalmazza a Data Analytics Accelerator (DAX) koprocesszorokat. A DAX koprocesszorok a memórián belüli lekérdezés-feldolgozást tehermentesítik és valós idejű adat-kitömörítést végeznek. A DAX akár 120 Gb/másodperc sebességgel képes kitömöríteni a memóriában tárolt adatokat, növelve ezzel a memóriakapacitást.

## SPARC M8
2017. szeptember 18-án az Oracle bejelentette a 32 magos, 256 szálas, 5,0 GHz-es SPARC M8 mikroprocesszorra épülő rendszercsaládot. Ezek tartalmazzák a második generációs Data Analytics Accelerator (DAX) eszközöket is.

## Particionálás és virtualizáció
A SPARC T-sorozatú szerverek az Oracle Logical Domains technológiájával particionálhatók. További virtualizációt biztosít Oracle Solaris Zones (másként Solaris Containers), amellyel elszigetelt virtuális szerverek hozhatók létre egyetlen operációs rendszer-példányon belül. A Logical Domains (logikai tartományok) és a Solaris Zones együtt használhatók a szerver kihasználtságának növelésére.

## Szerverek
| Modell                 | rack egység (RU) | Processzorok max száma | Processzor frekvencia | Max memória | Tároló- kapacitás             | Megjelenés      |
| ---------------------- | ---------------- | ---------------------- | --------------------- | ----------- | ----------------------------- | --------------- |
| Sun Fire T1000         | 1                | 1× UltraSPARC T1       | 1,0 GHz               | 32 GiB      | 1× 3,5” SATA vagy 2× 2,5” SAS | 2006 március    |
| Sun Fire T2000         | 2                | 1× UltraSPARC T1       | 1,0 GHz               | 64 GiB      | 4× 2,5” SAS                   | 2005 december   |
| SPARC Enterprise T5120 | 1                | 1× UltraSPARC T2       | 1,2, 1,4 GHz          | 128 GiB     | 8× 2,5” SAS                   | 2007 november   |
| SPARC Enterprise T5140 | 1                | 2× UltraSPARC T2 Plus  | 1,2, 1,4 GHz          | 128 GiB     | 8× 2,5” SAS                   | 2008 április    |
| SPARC Enterprise T5220 | 2                | 1× UltraSPARC T2       | 1,2, 1,4 GHz          | 128 GiB     | 16× 2,5” SAS                  | 2007 november   |
| SPARC Enterprise T5240 | 2                | 2× UltraSPARC T2 Plus  | 1,2, 1,4 GHz          | 256 GiB     | 16× 2,5” SAS                  | 2008 április    |
| SPARC Enterprise T5440 | 4                | 4× UltraSPARC T2 Plus  | 1,2, 1,4 GHz          | 512 GiB     | 4× 2,5” SAS                   | 2008 október    |
| SPARC T3-1             | 2                | 1× SPARC T3            | 1,65 GHz              | 128 GiB     | 16× 2,5” SAS                  | 2010 szeptember |
| SPARC T3-1B            | nincs (blade)    | 1× SPARC T3            | 1,65 GHz              | 128 GiB     | 2× 2,5” SAS                   | 2010 szeptember |
| SPARC T3-2             | 3                | 2× SPARC T3            | 1,65 GHz              | 256 GiB     | 6× 2,5” SAS                   | 2010 szeptember |
| SPARC T3-4             | 5                | 4× SPARC T3            | 1,65 GHz              | 512 GiB     | 8× 2,5” SAS                   | 2010 szeptember |
| SPARC T4-1             | 2                | 1× SPARC T4            | 2,85 GHz              | 256 GiB     | 8× 2,5” SAS                   | 2011 szeptember |
| SPARC T4-1B            | nincs (blade)    | 1× SPARC T4            | 2,85 GHz              | 256 GiB     | 2× 2,5” SAS                   | 2011 szeptember |
| SPARC T4-2             | 3                | 2× SPARC T4            | 2,85 GHz              | 512 GiB     | 6× 2,5” SAS                   | 2011 szeptember |
| SPARC T4-4             | 5                | 4× SPARC T4            | 3,0 GHz               | 1024 GiB    | 8× 2,5” SAS                   | 2011 szeptember |
| SPARC T5-1B            | nincs (blade)    | 1× SPARC T5            | 3,6 GHz               | 256 GiB     | 2× 2,5” SAS                   | 2013 március    |
| SPARC T5-2             | 3                | 2× SPARC T5            | 3,6 GHz               | 1 TiB       | 6× 2,5” SAS                   | 2013 március    |
| SPARC T5-4             | 5                | 4× SPARC T5            | 3,6 GHz               | 2 TiB       | 8× 2,5” SAS                   | 2013 március    |
| SPARC T5-8             | 8                | 8× SPARC T5            | 3,6 GHz               | 4 TiB       | 8× 2,5” SAS                   | 2013 március    |
| SPARC T7-1             | 2                | 1× SPARC M7            | 4,13 GHz              | 1 TiB       | 8× 2,5” SAS-3                 | 2015 október    |
| SPARC T7-2             | 3                | 2× SPARC M7            | 4,13 GHz              | 2 TiB       | 6× 2,5” SAS-3                 | 2015 október    |
| SPARC T7-4             | 5                | 4× SPARC M7            | 4,13 GHz              | 4 TiB       | 8× 2,5” SAS                   | 2015 október    |
| SPARC T8-1             | 2                | 1× SPARC M8            | 5,0 GHz               | 1 TiB       | 8× 2,5” SAS                   | 2017 szeptember |
| SPARC T8-2             | 3                | 2× SPARC M8            | 5,0 GHz               | 2 TiB       | 6× 2,5” SAS                   | 2017 szeptember |
| SPARC T8-4             | 5                | 4× SPARC M8            | 5,0 GHz               | 4 TiB       | 6× 2,5” SAS                   | 2017 szeptember |

## Fordítás
Ez a szócikk részben vagy egészben  a   SPARC T series című angol Wikipédia-szócikk ezen változatának fordításán alapul.  Az eredeti cikk szerkesztőit annak laptörténete sorolja fel. Ez a jelzés csupán a megfogalmazás eredetét és a szerzői jogokat jelzi, nem szolgál a cikkben szereplő információk forrásmegjelöléseként.